# Privilegij
Privilegij je posebna pravica, ugodnost, ki omogoča določenemu družbenemu sloju, skupini ljudi ali posamezniku poseben, boljši položaj. Je tudi listina, s katero se daje, potrjuje taka pravica. Pooblastilo za izdajo privilegija normalno podeli najvišja oblast na področju.

## Privilegij kot pravica
Beseda se uporablja s pomenom izključna pravica kot dovoljenje neke oblasti za izvrševanje določenega posla, na primer privilegij tiska, ki so ga morale doseči nekdanje založbe, da so smele tiskati knjige. Velja tudi v širšem pomenu, recimo za sodnike, ki so edini upravičeni, da odločajo o krivdi (pravosodni privilegij). 
Najbolj znan je danes privilegij veta pri raznih skupinskih odločitvah, recimo v parlamentih ali meddržavnih organizacijah, kjer lahko en sam privilegiran glas zavrne odobritev zakona ali resolucije.
Pri zgodovinskem študiju se privilegij največkrat nanaša na pravico do razlikovanja med raznimi sloji prebivalstva, v glavnem v zvezi s posebnim odnosom do cerkvenih ali vladarskih oblasti. Tako je govora o raznih privilegijih, ki jih uživa državni ali cerkveni dostojanstvenik, recimo privilegij nositi določena oblačila ali insignije.

## Privilegij kot ugodnost
Seveda vsa omenjena pooblastila prinašajo večje ali manjše ugodnosti, vendar so bili v tem pogledu najpomembnejši tisti privilegiji, ki so zagotavljali predvsem gmotno korist, na primer pobiranje dajatev, koriščenje uslug ali trgovski zaslužek. Tako so nekdaj plemiči in prelati kar ugodno živeli samo od privilegijev, se pravi od izkoriščanja posestev, ki so jih imeli v zakupu. Sem spadajo tudi cesarski privilegiji za ustanovitev mest ali trgov. 
Od modernih privilegijev je najbolj znan poslanska imuniteta, ki sicer ne prinaša direktnega dobička, je pa lahko sredstvo za izogib raznim predpisom.
Zgodovinsko najpomembnejši privilegiji so tisti, ki so jih vlade podeljevale trgovskim družbam pri poslovanju s kolonijami, saj so priznavale ne samo njihovo popolno neodvisnost, temveč tudi obvezo države, da jih podpira. Privilegirane trgovske družbe so bile dejansko enakopravni partnerji države, nominalno le v ekonomskem smislu, v resnici pa tudi v političnem.